# El olvido que seremos
El olvido que seremos is een Colombiaanse film uit 2020, geregisseerd door Fernando Trueba. De film is gebaseerd op de gelijknamige roman van de Colombiaanse schrijver Héctor Abad Faciolince.

## Verhaal
De Colombiaanse student Hector is in Turijn als hij een telefoontje krijgt van een voormalig student van zijn vader. Hij krijgt te horen dat zijn vader - een gerespecteerde arts en universiteitsprofessor - met pensioen gaat, en dat het tijd is om naar huis te komen en zijn vaders carrière te vieren. Terug in Medellín komen jeugdherinneringen boven, en hij realiseert zich dat het Medellín uit zijn herinneringen niet meer hetzelfde is.

## Rolverdeling
| Acteur            | Personage            |
| ----------------- | -------------------- |
| Javier Cámara     | Héctor Abad Gómez    |
| Sebastián Giraldo | Alfonso Bernal       |
| Aida Morales      |                      |
| Whit Stillman     | Dr. Richard Saunders |
| Patricia Tamayo   | Cecilia Faciolince   |
| Juan Pablo Urrego |                      |